# Cyperus longifolius
Cyperus longifolius är en halvgräsart som beskrevs av Jean Louis Marie Poiret. Cyperus longifolius ingår i släktet papyrusar, och familjen halvgräs. Inga underarter finns listade i Catalogue of Life.